# 森静朗
森 静朗（もり しずろう、1927年1月11日 - 2007年11月26日）は、日本の経済学者、俳人、詩人。

## 略歴
北海道岩内郡岩内町出身。俳号・句城子。日本大学卒、1959年同大学院金融論専攻博士課程満期退学、75年「庶民金融思想史」で経済学博士。日本大学商学部助教授、教授。1997年定年、名誉教授。俳人として、1943年原石鼎、原コウ子に入門、鹿火屋に所属。そのほか、叙事詩も書いた。

## 著書
- 『地域経済の発展と信用金庫の役割』全国信用金庫協会 1964
- 『中小金融機関論入門』文雅堂銀行研究社 1965
- 『信用金庫入門』文雅堂銀行研究社 1966
- 『アメリカの中小金融機関』文雅堂銀行研究社 1969
- 『激動期の組織金融機関 その理念と体制と実戦』日本エース 1969
- 『庶民金融思想史』日本経済評論社 1970
- 『日本の中小企業金融 その展望と経営問題解明のために』東栄堂 1972
- 『金融機関の合併行動批判』金融新報社出版部 1973
- 『庶民金融思想史体系』全4巻　日本経済評論社 1977-93
- 『空間の地図』東銀座印刷出版 1983
- 『二十四・五時 森句城子句集』本阿弥書店 1986
- 『信用金庫』教育社新書 産業界シリーズ 1988
- 『マネー 正気と狂気 叙事詩』日本経済評論社 1988
- 『続マネー 叙事詩』日本経済評論社 1989
- 『続続マネー 叙事詩』日本経済評論社 1991
- 『はっはっはっはっ 叙事詩集』近代文芸社 1992
- 『マネー 虚像と実像 森静朗叙事詩集』日本経済評論社 1997

### 共編著
- 『信用金庫』新八代共著 東洋経済新報社 東経新書 ニュー・バンキング・セミナー　1965　のち教育社新書
- 『金融制度』安田原三、伊藤孝司共編著 学文社 1978
- 『日本の金融社会 研究序説』天利長三共編 東洋経済新報社 1982
- 『金融経済のゆくえ 日本の金融社会』天利長三共編著 日本経済評論社 1984
- 『金融 世界のなかの日本』編著 日本経済評論社 1989
- 『市民と金融 市民不在の金融を検証』編著 地域産業研究所 1999

## 論文
- <森静朗